# 鶴重町
鶴重町（つるしげちょう）は、愛知県名古屋市中区の地名。

## 歴史

### 町名の由来
清洲越しの町で、清須時代に同町に居住した刀鍛冶丹羽三左衛門なる人物が打物の銘を鶴重と称したことに由来するという。1688年（元禄元年）3月から1834年（天保5年）の間は、徳川綱吉の養女鶴姫の鶴の字を避け、本重町と改名していたが、これは前述の三左衛門の祖先の法名「道本」から本の字を採ったものであった。

### 沿革
- 1878年（明治11年）12月20日 - 名古屋区成立に伴い、同区鶴重町となる[5]。
- 1889年（明治22年）10月1日 - 名古屋市成立に伴い、同市鶴重町となる[5]。
- 1908年（明治41年）4月1日 - 東区成立に伴い、同区鶴重町となる[1]。
- 1944年（昭和19年）2月11日 - 栄区成立に伴い、同区鶴重町となる[1]。
- 1945年（昭和20年）11月3日 - 栄区廃止に伴い、中区鶴重町となる[1]。
- 1966年（昭和41年）3月30日 - 住居表示実施に伴い、錦三丁目に編入される[1]。